# Ильющенко, Владимир Иванович
Владимир Иванович Ильющенко (29 апреля 1936, Константиновка, Сталинская область — 21 октября 2008, Москва) — советский и российский живописец, график, гравёр, художник книги.

## Биография

### 1936—1958
29 апреля 1936 года родился в поселке Константиновка в семье потомственных столяров-каснодеревщиков. Первые художественные впечатления связаны с росписями на выбеленной стенке деревенской печи. В четырнадцать лет поступил в Днепропетровское художественное училище.

### 1958—1964
Учёба в художественном институте им. Сурикова в Москве на курсе Александра Дейнеки в последние годы оттепели. Увлечение Андре Дереном, Жоржем Браком, Джорджо Моранди, а также идеями Казимира Малевича и Василия Кандинского. В 1962 году (художник доучивается на 3 курсе) Хрущев громит выставку в Манеже — и атмосфера резко меняется. Получив диплом, сталкивается с невозможностью выставляться и с необходимостью зарабатывать (позже были оформлены несколько десятков книг, среди которых: первые издания «Разговора о Данте» Мандельштама (1967), книги Сергея Боброва «Мальчик» (1966) и «Евгений Делакруа» (1971)).

### 1964—1972
Годы поиска. Встреча и общение с поздним учеником Владимира Фаворского — Владимиром Колтуновым. Суть влияния идей Фаворского — в творческой работе с натуры или как позже писал Ильющенко «в присутствии натуры», в столкновении элементов конкретного и отвлеченного, осознанного и бессознательного.
В начале семидесятых Ильющенко увлекается уникальными печатными техниками, много работает в усовершенствованной им технике офорта-монопринта, постоянно работает в Дома творчества «Челюскинская» и «Сенеж».

### 1972—1981
Активные занятия живописью. Художник экспериментирует с новыми матовыми связующими на основе воска, позволяющими исполнять длительные по времени работы, в основном портреты. Общение с поэтами Арсением Тарковским и Сергеем Бобровым (позже он исполнит надгробный памятник поэту), композитором Анатолием Александровым, дочерями художника Василия Поленова Ольгой и Наталией, внучкой Саввы Мамонтова — Елизаветой Чернышовой, переводчицей Джеймса Джойса Марией Богословской.

### 1984—1987
Во время продолжительных поездок в Севастополь и Владивосток создает крупные циклы акварелей с натуры, которые составляют основную часть графического наследия.

### 1987
По предложению Святослава Рихтера среди нескольких приглашенных московских графиков (Александра Ливанова, Виктора Дувидова, Никиты Родионова) делает рисунки с натуры на Декабрьских вечерах в ГМИИ имени Пушкина.

### 1981—1997
Новый (после первых опытов шестидесятых годов) поворот к абстрактному искусству связанный с долгими поездками на Дальний Восток, поразивший его своим величественным масштабом, заданным линией океанского горизонта.
Для абстрактных работ Ильющенко характерен поиск сжатой формулы, возникающей в результате преобразования конкретного натурного впечатления. По мнению критиков работы Ильющенко этого периода перекликаются с творчеством калифорнийского художника Ричарда Дибенкорна, также исследовавшего в своих работах «тонкую пограничную линию» между абстрактным и конкретным.

### 1998—2008
Художник почти безвыездно живет и работает в селе Страхово поблизости от музея-усадьбы Поленово на Оке. Его работы приобретают большую сдержанность и герметизм, не теряя при этом связи с натурой.
21 октября 2008 года умирает в результате несчастного случая. Похоронен на деревенском кладбище села Бехово над Окой поблизости от Поленово.
После смерти художника в Государственной Третьяковской галерее была проведена выставка его графических работ.

## Критика
Уникальным он был художником: умел невероятным образом «сворачивать» природный мир, сотворяя некий знак, символ, емкий пластический мотив, вовлекая зрителя в интригующее действо по «восстановлению» «свернутой» реальности (В. Хан-Магомедова).

## Музейные коллекции
- Государственная Третьяковская галерея
- ГМИИ имени Пушкина
- Музей Новый Иерусалим
- Музей-усадьба Поленово
- Смоленская художественная галерея